# Plethorchis acanthus
Plethorchis acanthus är en plattmaskart. Plethorchis acanthus ingår i släktet Plethorchis och familjen Sanguinicolidae. Inga underarter finns listade i Catalogue of Life.